# Культура Нёствет-Лихульт
Культуры Нёствет, норв. Nøstvet (около 6200 — 3200 гг. до н. э.) и Лихульт, норв. Lihult culture — две очень сходных археологических культуры эпохи мезолита, существовавшие на территории Скандинавии. Происходят от культуры Фосна-Хенсбака.
Культура Нёствет обнаружена близ Осло-фьорда и вдоль норвежского побережья вплоть до Трёнделага, а культура Лихульт — в Швеции. Иногда для промежуточной формы между двумя данными культурами используется термин «культура Сандарна» (от поселения близ Гётеборга), которая датируется около 7000 — 5000 гг. до н. э.
Жители культуры Нёствет обитали в открытых поселениях. Они использовали хонингованные топоры и микролиты из различных типов камня, таких, как кварц, кварцит и кремень. Пищу добывали в основном охотой и собирательством, среди добычи преобладала морская птица, морские млекопитающие и рыба. Размер поселений со временем растёт, что отражает рост населения и переход к оседлому образу жизни.
На юге Скандинавии культуры Нёствет-Лихульт соседствовали сначала с культурой Конгемозе (около 6000 — 5200 гг. до н. э.), затем с культурой Эртебёлле (около 5200 — 4000 гг. до н. э.).
В период около 4000 — 3200 гг. до н. э. культура Нёствет-Лихульт вытеснена культурами воронковидных кубков и ямочной керамики и исчезает из археологических слоёв.